# الن موچاور
الن موچاور (انگلیسی: Alan Mouchawar؛ زادهٔ august ۳, ۱۹۶۰ (۶۴ سال)) ورزشکار واترپلو اهل ایالات متحده آمریکا است.
وی در مسابقات کشوری و بین‌المللی در مجموع برندهٔ ۱ مدال نقره شده‌است.